# 2-羟基-4-甲基苯甲醛
2-羟基-4-甲基苯甲醛是一种有机化合物，化学式为C8H8O2。它可由3-甲基苯酚和甲醛在三乙胺、氯化镁存在下反应得到。它和甲基溴化镁在四氢呋喃中反应，可以得到2-羟基-α,4-二甲基苯甲醇。